# Quinto Tosatti
Quinto Tosatti (San Felice sul Panaro, 13 febbraio 1890 – Roma, 21 luglio 1960) è stato un giornalista e politico italiano.

## Biografia
Nacque a San Felice sul Panaro il 13 febbraio 1890, figlio di un notaio; combatté come tenente di artiglieria nella prima guerra mondiale, si laureò in Lettere e filosofia e insegnò nelle scuole medie, ma la sua vocazione era il giornalismo. 
Durante il regime fascista, strinse rapporti di amicizia con diverse personalità come Meuccio Ruini, Guido De Ruggiero, Mario Vinciguerra e altri. Fu schedato dalla Polizia per le sue idee, venne cancellato dall'albo dei giornalisti e gli venne vietato di insegnare nelle scuole pubbliche, quindi dovette tornare all'insegnamento nelle scuole private. Nello stesso periodo, entrò nelle file della Democrazia Cristiana, partecipando alla ricostituzione del partito dal 1943 e alla direzione del partito nel periodo clandestino. Dopo l'8 settembre fu arrestato dai nazifascisti e recluso nel carcere romano di Regina Coeli.
Dopo la fine della guerra, dal 1946 divenne una delle firme di maggior rilievo del settimanale Politica sociale, fondato da Achille Grandi; dopo la sua morte ne assunse la direzione. In quegli anni fu anche vice presidente della Federazione nazionale della stampa italiana e del Centro di studi ciceroniani; fu uno dei fondatori della Unione cattolica degli insegnanti medi; membro della Commissione comunale per la toponomastica romana. 
Nel 1948 venne eletto senatore per la Democrazia Cristiana, relatore di molti disegni di legge, e sul bilancio del Ministero della pubblica istruzione, fece parte della Commissione per l'istruzione pubblica e belle arti, della Commissione speciale per l'esame del disegno di legge sul Consiglio nazionale dell'economia e del lavoro e della Commissione parlamentare per la vigilanza sulle radiodiffusioni.
Nel 1944 era stato nominato dal ministro della Pubblica Istruzione commissario dell'Istituto di studi romani (fondato nel 1925), nel 1950 ne divenne presidente e conservò l'incarico fino alla sua morte; nel 1953 fondò la rivista Studi romani.
Morì a Roma il 21 luglio 1960.